# Júlio e Verne: Os Irmãos Gemiais
Júlio e Verne: Os Irmãos Gemiais é uma série de animação brasileira inspirada na obra do escritor Júlio Verne, Sendo produzida pela Mandra Filmes, a série estreou na TV Brasil no dia 12 de outubro de 2017, contando com uma temporada de 13 episódios com 13 minutos cada. Em 2018, o canal Nat Geo Kids anunciou que adquiriu os direitos de exibição na TV paga para estrear no mesmo ano, a estreia ocorreu no dia 2 de abril.

## Sinopse
A trama é baseada em releituras de clássicos como Viagem ao centro da terra, a volta ao mundo em 80 dias, A ilha misteriosa entre outros. Na história somos apresentados aos irmãos gêmeos Júlio e Verne, além de seu animal de estimação, o soneca, um bicho preguiça mágico. No enredo são exploradas as mudanças particulares da infância. além de haver interação com figuras históricas, onde os irmãos vivenciam momentos marcantes e descobrem como eram as vidas de crianças em diferentes épocas.

## Episódios
- Viagem ao centro da Amizade
- Cinco Minutos num balão
- A Volta à escola em 80 minutos
- A ilha da arte
- A nova Albertole
- Robinho o conquistador